# 제이마 메이스
제이마 메이스(Jayma Mays, 1979년 6월 16일 ~ )는 미국의 배우이다.

## 출연 작품
- 나이트 플라이트
- 개구쟁이 스머프2
- 식스 핏 언더
- 글리
- 히어로즈
- 아메리칸 메이드